# Franck Durix
Franck Durix (nacido el 20 de octubre de 1965) es un exfutbolista francés que se desempeñaba como centrocampista.
Jugó para clubes como el Olympique de Lyon, Cannes, Nagoya Grampus Eight, Servette y Football Club Sochaux-Montbéliard.

## Trayectoria

### Clubes
| Club                              | País    | Año         |
| --------------------------------- | ------- | ----------- |
| Olympique de Lyon                 | Francia | 1984 - 1988 |
| Cannes                            | Francia | 1988 - 1995 |
| Nagoya Grampus Eight              | Japón   | 1995 - 1996 |
| Servette                          | Suiza   | 1997 - 2000 |
| Football Club Sochaux-Montbéliard | Francia | 2000 - 2001 |
| Cannes                            | Francia | 2001 - 2002 |